# Jorairátar

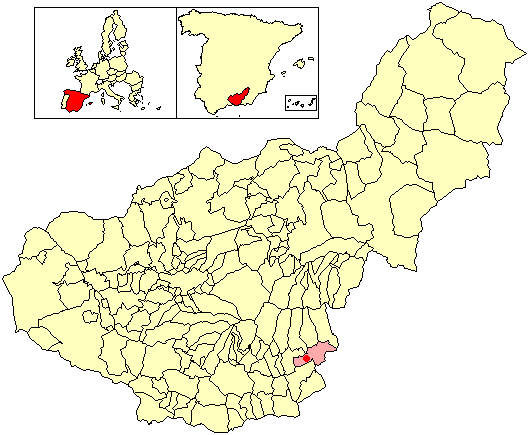
Situación de Jorairátar respecto al término municipal de Ugíjar, en la provincia de Granada.

Jorairátar es una localidad y pedanía española perteneciente al municipio de Ugíjar, en la provincia de Granada, comunidad autónoma de Andalucía. Está situada en la parte oriental de la comarca de la Alpujarra Granadina. A cuatro kilómetros del límite con la provincia de Almería, cerca de esta localidad se encuentran los núcleos de Cojáyar, Los Montoros, Las Canteras, Mecina Tedel y Yátor.

## Toponimia
Conocida antiguamente en español como Xorayrata, el topónimo de Jorairátar en español moderno deriva del término árabe al-Šurayāt, diminutivo plural del hispanismo “sierra” (las sierrecillas), lo que explica lo accidentado del terreno sobre el que se asienta el pueblo.

## Historia
Jorairátar fue un municipio independiente hasta que, en 1972, se fusionó con Ugíjar. Pedro Antonio de Alarcón, apreció lo siguiente: Allí se arremolinan las últimas estribaciones de la Contraviesa y del Cerrajón de Murtas, formando una especie de reducto de agrias y rotas peñas, cuyo aspecto tiene algo de terremoto en acción. Hondas grietas, negros tajos, quebrantados riscos, desgajados peñones, todo se ve allí confundido, dislocado, acumulado, superpuesto, como en una derruida obra de titanes. ¡Nada más majestuoso!

## Demografía
| Gráfica de evolución demográfica de Jorairátar entre 1842 y 1970 |
| |
| Población de derecho según los censos de población del INE Población de hecho según los censos de población del INEEntre el censo de 1981 y el anterior, este municipio desaparece porque se integra en el municipio Ugíjar |

## Cultura

### Patrimonio
Es un lugar de una gran riqueza patrimonial, testimonio de su relevancia histórica en la región alpujarreña. Destacables son sus edificios religiosos, la iglesia parroquial de San Gabriel, la ermita de San Gabriel y la ermita de las Ánimas, acompañadas por las casas señoriales, arquitectura popular alpujarreña de los siglos XVII al XIX. El patrimonio religioso y de arquitectura popular se ve completado con el patrimonio etnográfico, su Museo Histórico de La Alpujarra, sus molinos, su fuente y lavadero... nos dejan un testimonio inigualable en La Alpujarra granadina

### Fiestas
Durante las fiestas patronales de Jorairátar se celebra la función de moros y cristianos, como en buena parte del resto del Levante peninsular. El principal protagonista es el santo patrón de la localidad —San Gabriel—, que es solicitado primero y luego conquistado por los moros en la primera parte de la función, hasta que es rescatado por los cristianos en la segunda parte.
Los personajes principales de cada bando son rey, general, embajador y el Mahoma. Las tropas, están integradas por jóvenes y niños, pero con importante participación de personas mayores. La indumentaria se caracteriza por la ausencia de riqueza, libertad en la decoración y algunos importantes anacronismos. En los texto siempre figura la queja de los moros por su expulsión de España y bravatas de ambos bandos.
Las fiestas de la localidad tienen lugar el tercer fin de semana de agosto.